# Raoul Salan
Raoul Salan (Roquecourbe, 11 giugno 1899 – Parigi, 3 luglio 1984) è stato un generale francese.

## Biografia
Trascorse la prima parte della sua carriera militare in Indocina, battendosi durante la seconda guerra mondiale tra le forze della Francia libera, facendo poi parte dell'Armata di Maxime Weygand in Africa settentrionale e poi di quella di Jean de Lattre de Tassigny, al comando della 14ª divisione di fanteria.
Fu comandante in capo delle truppe francesi prima in Indocina (1952), poi in Algeria (1956-1960). Fu anche, per un breve periodo, governatore militare di Parigi (1959-1960). Si oppose alla politica gollista tendente a creare le condizioni per la pace e l'indipendenza in Algeria, per cui fu esonerato dall'incarico e collocato a riposo (1960).
Tornato in Algeria da privato cittadino, fu organizzatore e capo dell'Organisation armée secrète (OAS), e l'ispiratore di oltre duemila attentati terroristici che provocarono la morte ed il ferimento di migliaia di persone, francesi ed algerini. In pubblico soleva ripetere che "L'OAS colpisce quando vuole, dove vuole, se vuole e perché vuole!".

Catturato sotto mentite spoglie dalla polizia francese per aver partecipato al Putsch dei generali (22 aprile 1961), organizzato con i generali Maurice Challe, Jouhaud e Zeller, fu processato. Fin dall'inizio del processo Salan rivendicò orgogliosamente la propria responsabilità. Alla domanda di declinare le proprie generalità Salan rispose: 
(Raoul Salan)
Il 23 maggio 1962, condannato dall'Alto Tribunale militare di Parigi alla pena all'ergastolo, si salvò dalla fucilazione solo grazie alle attenuanti riconosciutegli. La sentenza irritò il presidente De Gaulle, che dirà in privato: «hanno fatto il processo non di Salan, ma di De Gaulle». Il presidente sciolse poi il tribunale militare.
Entrato in carcere nel 1962, ne uscì nel 1968 in seguito ad un'amnistia decretata da De Gaulle. Ottenne nel 1982 il reintegro onorifico nell'esercito. Scomparve nel 1984, all'età di 85 anni.
Carl Schmitt scrisse di lui nel saggio Teoria del Partigiano.

## Bibliografia

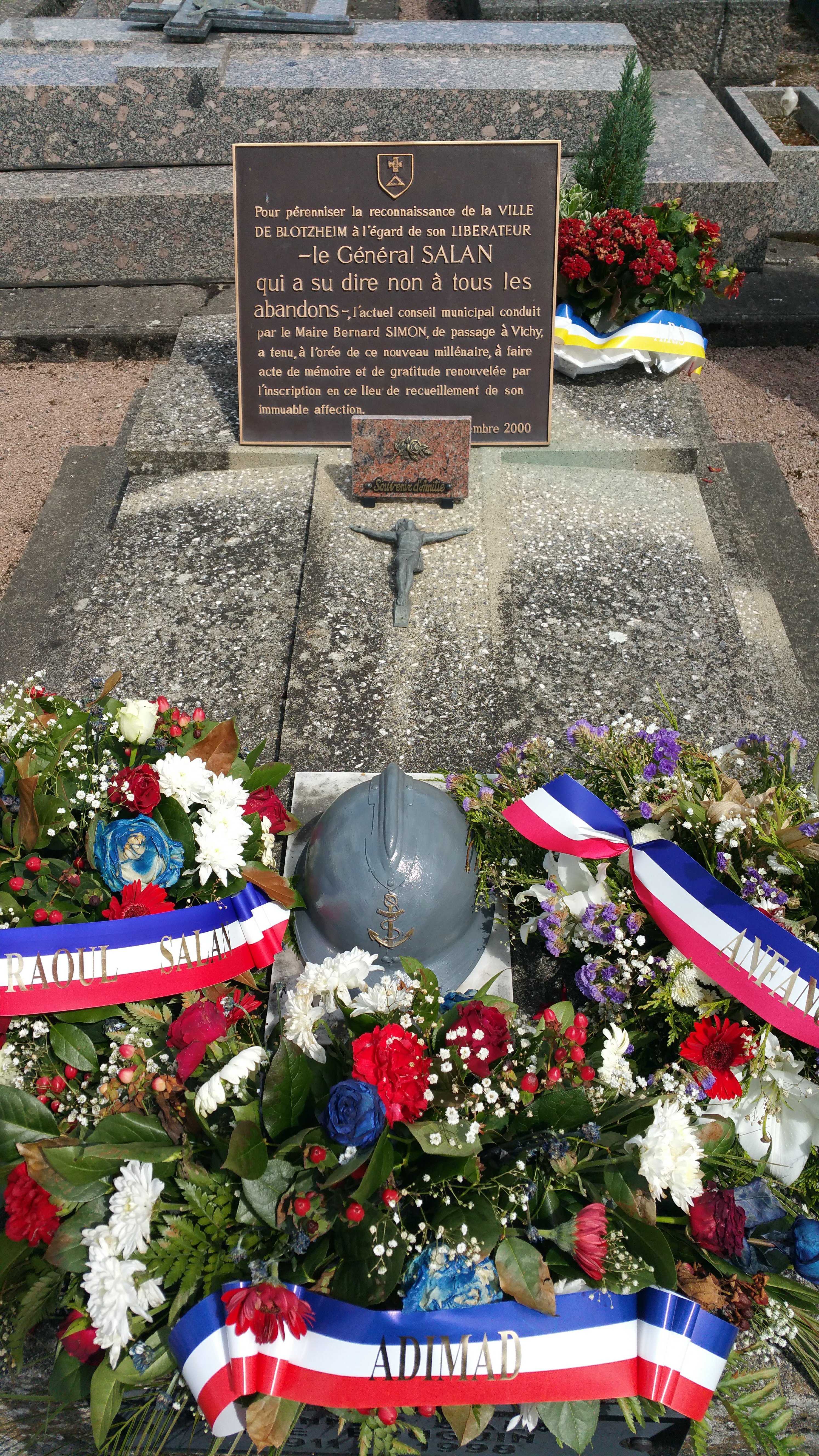
Tomba.